# Una figlia di troppo
Una figlia di troppo (The Wrong Nanny) è un film per la televisione del 2017 diretto da Craig Goldsmith.

## Trama
Stella è una donna in carriera e madre di gemelli di pochi mesi. Oberata dai suoi impegni di lavoro, si rende conto di non riuscire a prendersi cura dei suoi gemelli, quindi decide di assumere una babysitter che la sostituisca mentre è al lavoro. Viene assunta una giovane ragazza di nome Blake, dall'apparenza tranquilla, tuttavia Blake nasconde un incredibile segreto che esige vendetta: lei è la figlia che Stella aveva avuto da giovanissima e data in affido alla nascita. Blake non ha mai perdonato Stella ed ora è il momento di una personale e drammatica vendetta.